# 群馬溫泉
群馬溫泉（Thespa Gunma）是日本職業足球球隊，現時在日本職業足球聯賽丙級（J3）部比賽。

## 簡介
球隊的前身是Liaison草津足球部，於1995年成立。球隊在2002年開始使用「草津溫泉」的名字，Thespa來自 The Spa，意指溫泉，因為球隊與草津温泉有深厚的關係，除了協助球隊渡過解散的危機，還為球隊成立公司。2003年，升級到關東聯賽乙級，後來獲直接參加決勝大賽，最後成功升級到日本足球聯賽（JFL）。2004年，球隊以第三名完成JFL的比賽，成功升級到J2。2013年賽季開始前，再改名為「群馬草津溫泉」（Thespakusatsu Gunma），期間經歷數次從乙組及丙組升降的經歷。2024年球季，球隊再次改名，把名字中的「草津」去掉，簡化成「群馬溫泉」（Thespa Gunma）。
球隊的根據地在群馬縣草津町、前橋市以及縣內所有區域，球隊的主場是正田醬油群馬體育場（敷島公園陸上競技場）。

## 現役球員
註釋：國旗表示球員在國際足聯資格規則定義的國家隊。球員可能擁有一個以上非國際足聯國籍。
| 號碼 |      | 位置 | 球員        |
| ---- | ---- | ---- | ----------- |
| 1    | 日本 | 门将 | 伊藤拓真    |
| 2    | 日本 | 中场 | 戶田和幸    |
| 3    | 日本 | 后卫 | 御廚貴文    |
| 4    | 日本 | 后卫 | 田中淳      |
| 5    | 日本 | 后卫 | 中村英之    |
| 6    | 日本 | 中场 | 櫻田和樹    |
| 7    | 日本 | 后卫 | 佐田聰太郎  |
| 8    | 巴西 | 中场 | 阿歷士      |
| 9    | 巴西 | 前锋 | 連干·馬田斯 |
| 10   | 巴西 | 前锋 | 拉斐爾      |
| 11   | 日本 | 中场 | 前田雅文    |
| 13   | 日本 | 后卫 | 有薗真吾    |
| 14   | 日本 | 中场 | 熊林親吾    |

| 號碼 |      | 位置 | 球員     |
| ---- | ---- | ---- | -------- |
| 15   | 日本 | 中场 | 山田晃平 |
| 16   | 日本 | 中场 | 林勇介   |
| 17   | 日本 | 后卫 | 星野悟   |
| 18   | 日本 | 前锋 | 萬代宏樹 |
| 19   | 日本 | 前锋 | 後藤涼   |
| 20   | 日本 | 中场 | 山本啟人 |
| 21   | 日本 | 门将 | 橋田聰司 |
| 22   | 日本 | 门将 | 北一真   |
| 23   | 日本 | 后卫 | 永田拓也 |
| 24   | 日本 | 后卫 | 古林將太 |
| 25   | 日本 | 前锋 | 杉本裕之 |
| 30   | 日本 | 中场 | 松下裕樹 |

## 外部連結
- 官方網站 （页面存档备份，存于）